# Commissario Laurenti – Die Toten vom Karst
Commissario Laurenti – Die Toten vom Karst ist ein deutscher Kriminalfilm aus dem Jahr 2006 von Sigi Rothemund, der auch das Drehbuch schrieb, das sich an der Romanvorlage von Veit Heinichen orientiert. Für den von Henry Hübchen verkörperten Commissario Proteo Laurenti ist es sein erster Fall. Barbara Rudnik ist als Laurentis Ehefrau Laura besetzt, Florian Panzner und Catherine Flemming arbeiten ihm zu, und Sergej Moya ist als Laurentis Sohn Marco zu sehen. Tragende Rollen sind mit August Schmölzer, Carolina Vera, Arthur Brauss, Anne Bennent und Hermann Beyer besetzt. Als Gäste treten Hannelore Hoger und Götz George auf.
Das Erste schrieb zum Start des Films, es handele sich um „ein packendes Kriminalabenteuer“, das Regisseur Rothemund als „Mischung aus klassischem Kriminalfilm, präziser Charakterstudie und atmosphärischer Milieuzeichnung inszeniert“ habe, entstanden an Originalschauplätzen im norditalienischen Triest.

## Handlung
Commissario Proteo Laurenti, Chef der Kriminalpolizei in Triest,  wird von einem Telefonanruf geweckt. Eine geheimnisvolle Männerstimme meint, er solle nach Contovello fahren, dann sei er der Erste am Tatort. Die Frage, wer da spricht, lässt die Stimme unbeantwortet, stattdessen erfolgt der Hinweis, er habe nicht mehr viel Zeit, die Bombe ticke. Draußen tobt ein heftiges Unwetter. Laurenti ruft bei der zuständigen Polizeidienststelle an, sie möge eine Streife nach Contevello schicken.
Als ein Schlüssel im Türschloss umgedreht wird, hofft Laurenti, es sei seine Frau Laura, die sich eine Auszeit genommen hat, um sich über ihre Gefühle klar zu werden. Sie hat ihrem Mann eine Affäre mit dem Versicherungsvertreter Pedro eingestanden. Im Türrahmen steht allerdings Marco, der Sohn des Paars, der verfrüht von einer Klassenreise zurückgekehrt ist.
Wie sein Mitarbeiter Laurenti anderentags mitteilt, ist in Contovello tatsächlich eine Bombe hochgegangen. Es gab zwei Tote, eigentlich drei, da die Frau schwanger war. Bei den Toten handelt es sich um den 42-jährigen Feinstkosthändler Manlio Gubian und seine 33 Jahre alte schwangere Frau Elisabeta. Sie sind einem Anschlag zum Opfer gefallen, da man einen Zünder gefunden hat. Ein Gespräch mit dem Padre bringt Laurenti kaum weiter.
Antonio Gubian, der Vater Manlios, erscheint bei Laurenti und will wissen, ob er den Mörder seines Sohnes habe. Wenn er es nicht schaffe, ihn festzunehmen, werde er selbst es schaffen und ihn totschlagen. Nur wenig später geht Giuliano, einer der Fischer des Bootes von Ugo Marasi, bei einer mysteriösen Nacht-und-Nebel-Aktion über Bord und ertrinkt. Am nächsten Tag bedroht Gubian Marasis Frau Bruna, die er über Ugo ausfragen will. Sie meint jedoch, sie und ihr Mann lebten seit 25 Jahren in getrennten Wohnungen und hätten seitdem auch nicht mehr miteinander gesprochen.
Als Ugo Marasi kurz darauf ermordet aufgefunden wird, scheint es zunächst keinen Zusammenhang mit dem Fall Gubian zu geben. Nachdem jedoch Marasis Witwe Bruna den alten Antonio Gubian, Manlios Vater, öffentlich als Mörder ihres Mannes bezeichnet, glaubt Laurenti, dass das eine Spur sein könnte. Er bringt in Erfahrung, dass den kroatischen Kommunisten Antonio Gubian und die Familie Marasi eine uralte Feindschaft verbindet, seit Gubian vor Jahrzehnten angeblich für die Ermordung von Marasis Schwester Violetta verantwortlich gewesen sein soll. Die junge Frau musste auf grausame Weise sterben. Um in dem Fall schneller voranzukommen, plant Laurenti zusammen mit Dr. Ziva Ravno, einer kroatischen Staatsanwältin, in die er sich ein wenig verguckt hat, eine Dienstfahrt nach Kroatien. Über ein von Ravno raffiniert verstecktes Abhörgerät können beide ein  Gespräch zwischen Nicoletta Marasi, der Tochter von Ugo und Bruna, und Antonio Gubian belauschen, in dem er Nicoletta erklärt, dass er weder mit dem Mord an Violetta noch mit dem Mord an ihrem Vater etwas zu tun habe. Nur kurze Zeit später erscheint Bruna Marasi auf dem Kommissariat und sagt aus, dass der Fischer Mario Scarpi seinen ertrunkenen Kollegen habe rächen wollen und deshalb ihren Mann Ugo umgebracht habe. Als Laurenti Scarpi verhaften will, meint er, er habe Ugo Marasi nicht umbringen wollen, er habe ihn nur einige Stunden in der Kälte hängen lassen wollen, damit er wisse, wie es sei, Todesangst zu verspüren. Dann sei sein Auto allerdings nicht mehr angesprungen, als er ihn wieder habe abbinden wollen. In dem Sinne sei er dann wohl schuldig an Marasis Tod. Auf die für ihn überraschend gestellte Frage, seit wann er schon Drogen für Nicoletta schmuggle, antwortet er zögernd, Ugo habe ihn und Giuliano gezwungen, entweder mitzumachen oder sich als arbeitslos zu betrachten. Vor drei Jahren habe das begonnen, als Nicoletta diesen Mann kennengelernt habe. Er habe ihr die Kontakte nach Kroatien und zu den Albanern verschafft. Den Namen des Mannes wisse er nicht. Er sei allerdings ihr Liebhaber gewesen. Sie habe das erste Mal einen Mann gehabt. Aus Liebe zu ihm habe sie das getan. Sie habe sie alle damit reingerissen, erst ihren Vater und dieser dann ihn und Giuliano. Als der Commissario Nicoletta zum Verhör mit aufs Präsidium nehmen will, entwischt sie ihm.
Es stellt sich heraus, dass Nicoletta trotz der Feindschaft zwischen den Familien früher eine Affäre mit Manlio Gubian hatte, der sie dazu anstiftete, auf den Fischerbooten ihrer Väter Kokain von Kroatien nach Italien zu schmuggeln. Als Manlio sich einer jüngeren Frau zuwandte, sie binnen kurzer Zeit heiratete und mit ihr das erste Kind erwartete, schlugen Nicolettas tief verletzte Gefühle in unbändigen Hass um, was dann zu dem Bombenanschlag mit verheerenden Folgen führte. Auch jetzt nach hasserfüllt, meint Nicoletta, sie würde es jederzeit wieder tun.
Als der Commissario an diesem Abend nach Hause kommt, erwartet ihn eine aufgeräumte, liebevoll mit brennenden Kerzen und Blumen dekorierte Wohnung. Laura sitzt in der Badewanne und ruft ihm zu, er solle schon einmal eine Flasche Wein öffnen, sie hätten einiges zu bereden.

## Produktion

### Dreharbeiten, Produktionsnotizen
Commissario Laurenti – Die Toten vom Karst wurde vom 27. September bis zum 3. Dezember 2005 zeitgleich mit der nachfolgenden zweiten Episode Gib jedem seinen eigenen Tod an Schauplätzen in Triest gedreht. Der Film wurde von der Trebitsch Entertainment im Auftrag der ARD Degeto für Das Erste produziert. Die Aufnahmeleitung hatten Jörn Kasbohm und Lertlid Trzop, die Produktions-Koordination Mestiere Cinema und Enrico Ballarin inne, die Produktionsleitung lag bei Jürgen Schott, die Redaktion bei Hans-Wolfgang Jurgan und Sabina Naumann. Der Film entstand mit freundlicher Unterstützung der Friuli Venezia Giulia Film Commission.

### Veröffentlichung
Die Erstausstrahlung des Films erfolgte am 4. Juni 2006 zur Hauptsendezeit auf dem sonst für den Tatort reservierten Sonntagssendeplatz im Programm der ARD Das Erste. Der Tatort: Blutschrift wurde tags darauf erstmals an einem Montag ausgestrahlt. Zudem war ursprünglich die als zweite gesendete Folge Gib jedem seinen eigenen Tod als Auftaktfilm der Kriminalfilmreihe angedacht, weil dort die einzelnen Charaktere vorgestellt werden. Man entschied sich letztlich aber dafür, Die Toten vom Karst als Auftaktfolge zu senden, weil die Episode mit Götz George und Hannelore Hoger als Gaststars prominenter besetzt war.
Der Film wurde am 22. Februar 2007 von der EuroVideo Medien GmbH zusammen mit der zweiten Folge Gib jedem seinen eigenen Tod auf DVD herausgegeben.

## Kritik
Die Kritiker der Fernsehzeitschrift TV Spielfilm zeigten mit dem Daumen zur Seite und vergaben für Action und Spannung je einen von drei möglichen Punkten. Man war der Ansicht, es sei zwar ein „gutes Ensemble, doch der Plot fessel[e] kaum“. So lautete dann auch das Fazit: „Laurentis erster Fall ist nur Krimischonkost“.
Rainer Tittelbach konnte dem Film auf seiner Seite tittelbach.tv nur wenig abgewinnen, er erhielt nur zwei von sechs möglichen Sternen. Zusammenfassend wertete der Kritiker: „Frau weg, Alkoholfahne und auch auf dem Kommissariat geht es wenig herzlich zu. Der erste Fall vom neuen deutschen Commissario versucht, in den Wunden zu rühren, die der Bürgerkrieg im Ex-Jugoslawien hinterlassen hat. Drei Tote sind zu betrauern, Verrat und Rache sind die treibenden Motive. Triest scheint von ‚trist‘ zu kommen. Es ist Winter an der Adria & man wird auch nur schwer warm mit dem Helden. Das ist nichts für Schönwetter-Regisseur Rothemund, der zu allem Überfluss auch noch das Buch geschrieben hat.“ „Richtig störend“ sei „die schlechte Synchronisation der ausländisch besetzten Mini-Rollen und die atmosphärelose Inszenierung“. Sigi Rothemund sei „ein Schnelldreher“. Er könne „mit vorhandenen Stimmungen arbeiten, aber sie nicht selbst erzeugen“. Am Gesamtergebnis könnten auch „Henry Hübchen und die hochkarätigen Gastschauspieler Götz George (als Kroate!), Hannelore Hoger und Anne Bennent wenig ändern“.
Tilmann P. Gangloff bewertete den Film auf der Seite Kino.de und meinte: „Konkurrenz für Brunetti“. Die Hauptfigur des zweiten italienischen Kommissars sei „sehenswert, die Verfilmung noch ausbaufähig“. Die „Handschrift“ der Produktion sei „unverkennbar“. Das „gleiche Team, das vor fünf Jahren an den Verfilmungen der Venedig-Romane von Donna Leon beteiligt war“, habe sich „nun Veit Heinichens Triest-Krimis vorgenommen“. […] „Im Gegensatz zu den stets etwas betulich wirkenden Filmen mit Commissario Brunetti“ seien die Geschichten über Commissario Laurenti „von etwas anderem Kaliber“, was „natürlich nicht zuletzt an den Vorlagen“ liege. Im Gegensatz zu Tittelbach fand Gangloff es „clever“, die Reihe „mit Heinichens zweitem Roman zu beginnen“. Andererseits sei die Hauptfigur „ungleich interessanter als der Fall, denn der sei aufgrund der historischen Vorgeschichte einigermaßen verworren: Wenn man nicht weiß, dass sich jugoslawische Kommunisten und italienische Kommunisten einst bis aufs Blut um das kroatische Istrien gestritten haben, lässt sich die Brisanz der Handlung kaum ermessen“, erläuterte der Kritiker weiter. „Auch wenn Triest als Drehort ohne Frage reizvoller“ sei „als Schwerin und Umgebung, Hübchens nicht ganz freiwillige Entscheidung, sich auf Druck der ARD vom Polizeiruf 110 des NDR zu verabschieden“, sei „angesichts des ersten Laurenti-Films um so bedauernswerter“. Weder „prominente Gastdarsteller wie Hannelore Hoger oder Götz George noch ein mitunter beachtlicher Produktionsaufwand […] und schon gar nicht die des öfteren allzu dick aufgetragene Musik“ könnten „verbergen, dass Heinichens Vorlagen womöglich zu komplex für eine Verfilmung“ seien. „Hübchen“ sei „dennoch sehenswert“.
Der Filmdienst lobte: „(Fernseh-)Krimi nach einem Roman von Veit Heinichen, unterhaltsam dank präziser Charakterzeichnung, stimmiger Atmosphäre und einer Prise trockenem Humor. – Ab 14.“